# SN 2007ac
SN 2007ac – supernowa typu II odkryta 19 lutego 2007 roku w galaktyce UGC 10550. W momencie odkrycia miała maksymalną jasność 17,50m.